# Tribunal Permanente de Revisão do Mercosul

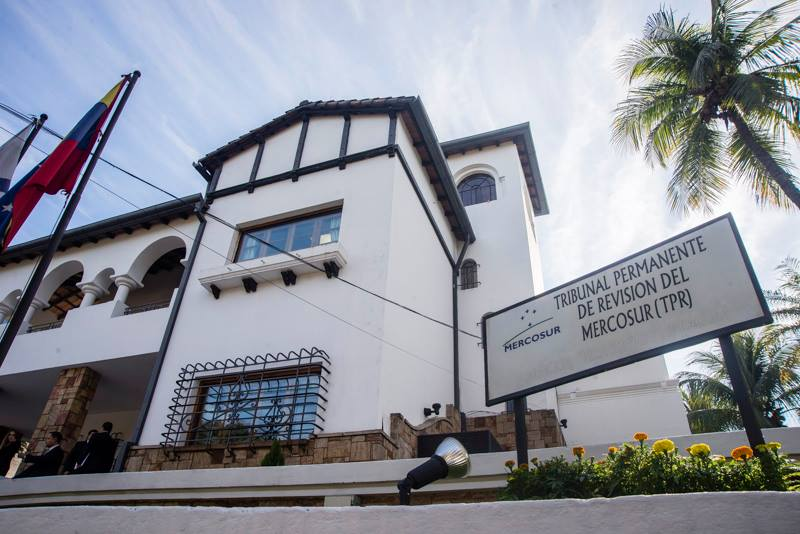
Atual sede do Tribunal.

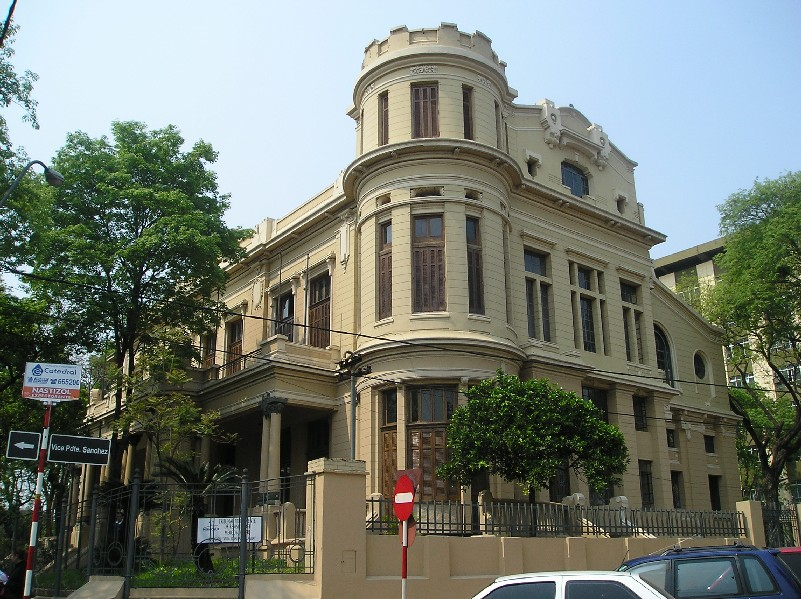
Palacete Villa Rosalba foi a primeira sede do tribunal em Assunção, capital do Paraguai.

O Tribunal Permanente de Revisão do Mercosul (TPR) é a corte jurídica do Mercado Comum do Sul (Mercosul) para solução de controvérsias entre as partes componentes do Mercosul.

## História

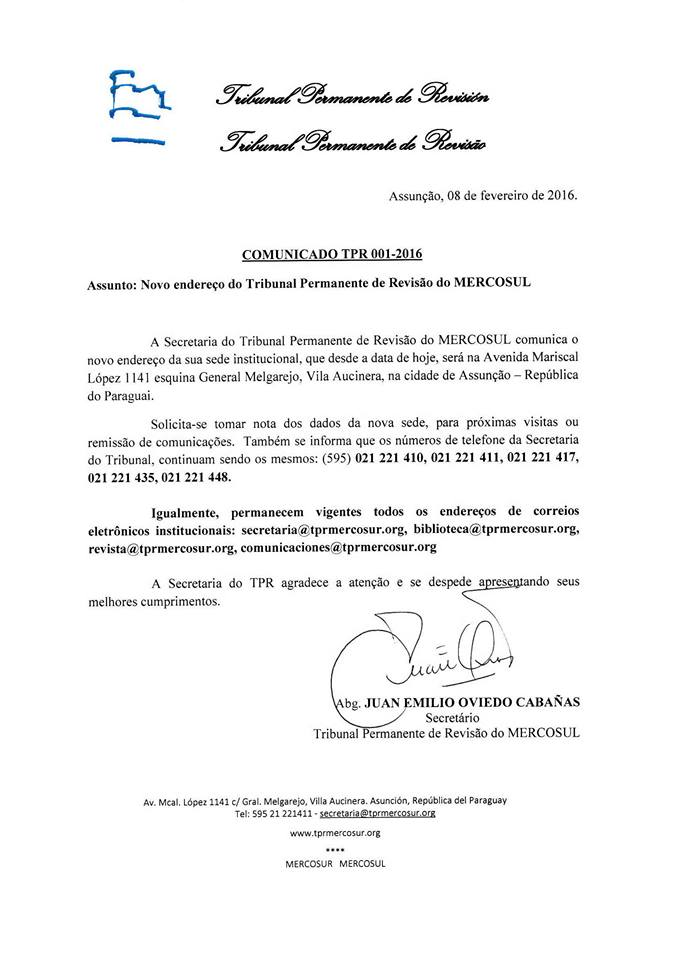
Documento de anuncio da mudança de sete do Tribunal.

O TPR foi estabelecido pelo Protocolo de Olivos assinado em 18 de fevereiro de 2002. Entrou em vigor em 2004, instalado em 13 de agosto de 2004 no Palacete Villa Rosalba, na cidade de Assunção (Paraguai).

## Competências
O TPR foi concebido com o objetivo de ser o foro especializado para dirimir litígios e sanar fontes de insegurança jurídica no Mercosul, que era a falta de um tribunal permanente para resolver litígios de maneira rápida e objetiva. Trata-se de um tribunal de revisão, com competência para modificar os laudos arbitrais adotados por árbitros ad hoc de primeira instância.

## Composição
Pelo artigo 18 do Protocolo de Olivos, a corte do TPR é composta por cinco árbitros onde cada um dos sócios indicará um arbitro e um suplente pelo período de dois anos renováveis. Sendo que o quinto arbitro é designado de comum acordo pelos Estados partes para um mandato de 3 anos não renováveis, devendo ser nacional de uma das nações.
A presidência do tribunal fica, por designação de comum acordo entre os Estados Partes, ao quinto juiz, como mandato de 3 anos e a priori não pode ser reeleito salvo por unanimidade entre os países do bloco.[carece de fontes?]
A corte tem a atual composição:
Titulares:
- Mónica Pinto (Argentina)
- Rosa Maria Pires Weber (Brasil)
- Javier Parquet Villagra (Paraguai)
- Washington Baliero (Uruguai)

Suplentes:
- Santiago Deluca (Argentina)
- Marcilio Toscano Franca Filho (Brasil)
- Ramón Díaz Pereira (Paraguai)
- Jorge Fernández Reyes (Uruguai)

Quinto árbitro:
- Jorge Luiz Fontoura Nogueira (Brasil).